# Alfred Sisquella i Oriol
Alfred Sisquella i Oriol (Barcelona, 1900 – Sitges, 1964) fou un pintor català. Va interpretar figures en escenes d'interior, així com natures mortes, paisatges i dibuixos a tinta.
Deixeble de Francesc Labarta a l'Escola de la Llotja, va ser un dels fundadors del grup Els Evolucionistes. Tot i que inicialment va seguir el realisme, des de molt jove ja es va veure atret per la pintura de Paul Cézanne i el cubisme. Temps després diria: «Hem abandonat l'avantguardisme ja fa algun temps, però la nostra posició no és la mateixa que si no haguéssim pertangut a l'avantguardisme i no se'ns pot entendre si abans no se l'ha comprès». El 1923 es va establir a Sitges, atret per la figura de Joaquim Sunyer i de Miró, i cinc anys més tard va passar una temporada a París. El 1928 va destruir les seves obres cubistes i va retornar al realisme.
Consta entre els artistes catalans que l'any 1940 van participar en l'exposició col·lectiva que l'Acadèmia de Belles Arts de Sabadell va organitzar en aquesta ciutat.
Entre els premis obtinguts, destaquen els concursos de Montserrat de 1931 i 1947, el diploma de primera classe de l'Exposición Nacional de Bellas Artes de Barcelona de 1942 (per l'obra Figura de mujer en un interior) i la medalla d'or de l'Exposició Municipal de Belles Arts de Barcelona de 1953.
Josep Pla li va dedicar un homenot. S'exposa obra seva al Museu de Montserrat, al Museu de Valls, al Museu Municipal de Tossa de Mar, a la Biblioteca Museu Víctor Balaguer i a Thermalia. Fou enterrat al cementiri de Sitges.

## Obres
- c. 1936, Retrat de nen llegint (Josep Sisquella Rambla, el fill del pintor)
- 1944, Retrat d'Antònia (Antònia Rambla, la dona del pintor). Oli sobre tela, 80 x 65 cm
- 1944, Retrat d'Antònia amb barret (Antònia Rambla, la dona del pintor). Oli sobre tela, 55 x 46 cm
- 1944, Bodegó de caça. Oli sobre tela, 81 x 100 cm
- 1944, Bodegó de caça. Oli sobre tela, 116 x 89 cm
- 1945, Mascarada. Oli sobre tela, 46 x 55 cm
- 1947, Mascarada. Oli sobre tela, 46 x 38 cm